# 新興里 (臺東縣)
新興里為臺東縣臺東市38個里之一。依臺東縣地名辭書所述面積為0.5610平方公里。里內共有13個鄰，根據臺東縣戶政事務所人口統計民國112年（西元2023年）11月統計，目前有674戶，居住人口數為1575人，其中原住民人口數為214人。目前現任里長為詹益森（自民國95年（西元2006年）起任職迄今）。

## 地理
新興里位於臺東市太平溪下游左岸，原屬復興里，於民國56年（西元1967年）始劃分出來單獨為里。與成功里、中山里、文化里、民族里、東海里毗鄰，與豐榮里、豐盛里則相隔太平溪。
里內有南京路大排，過去曾是農業灌溉用水。臺東縣政府於民國104年（西元2015年）啟動「南京路大排再造計畫」，藉此計畫改善市容景觀。

## 設施

### 公部門機關
- 臺東縣社會福利館
- 臺東縣社會處

- 臺東縣警察局臺東分局
- 內政部移民署南區事務大隊台東縣服務站
- 農業部農村發展及水土保持署臺東分署
- 農業部臺東區農業改良場
- 臺東縣政府原住民文化創意產業聚落
- 臺東市水資源回收中心
- 行政院東部聯合服務中心臺東辦公室

### 教育機關
- 國立臺東大學臺東校區（現為產學創新園區）
- 臺東市復興國民小學
- 臺東市東海國民中學
- 國立臺東高級中學
- 臺東縣社區大學
- 臺東縣公私協力小海星托嬰中心（臺東站1）
- 臺東縣私立福田幼兒園
- 台東市親子館幼兒探遊館
- 救國團

### 遊憩設施
- 臺東縣立體育場
- 臺東縣立體育館
- 臺東縣兒童運動公園
- 臺東運動園區游泳池
- 臺東縣軟式網球場

### 宗教
- 金剛寺
- 臺東東海龍門天聖宮

### 其他
- 臺東縣老人會
- 國際扶輪台東西區扶輪社

## 景點
部份新興里屬於鯉魚山範圍，有多處景點。
- 鯉魚山公園
- 忠烈祠（臺東神社舊址）
- 龍鳳佛堂
- 龍鳳寶玉塔
- 鯉魚尾涼亭
- 胡鐵花紀念碑 民國41年（西元1952年）胡適曾重回臺東幼時居住地，為了紀念其父胡傳（字鐵花），臺東縣政府將火車站前的光復路改為「鐵花路」，並把鯉魚山忠烈祠旁的「忠魂碑」改為「清臺東直隸州州官胡鐵花先生紀念碑」，相關事蹟記載於＜碑記＞。[9]

- 鄭品聰紀念碑
- 蔡福紀念碑
- 陳振宗紀念碑

## 歷任里長
記錄自民國75年（西元1986年）起迄今。
| 年度 | 屆別 | 里長   |
| 75   | 13   | 陳本興 |
| 79   | 14   | 林永金 |
| 83   | 15   | 林永金 |
| 87   | 16   | 陳建華 |
| 91   | 17   | 陳建華 |
| 95   | 18   | 詹益森 |
| 99   | 19   | 詹益森 |
| 103  | 20   | 詹益森 |
| 107  | 21   | 詹益森 |
| 111  | 22   | 詹益森 |